# Жоріс Ньяньйон
Жоріс Ньяньйон (фр. Joris Gnagnon; 13 січня 1997 року, Бонді, Франція) — французький футболіст івуарійського походження, захисник «Сент-Етьєну».

## Клубна кар'єра
Ньяньйон — вихованець футбольного клубу «Ренн». З 2014 року грав за юнацьку команду, з сезону 2015/16 його почали викликати до основної. 16 січня 2016 року дебютував у Лізі 1 у поєдинку 21-го туру проти «Труа», вийшовши на поле після перерви замість Паллу Дьяня.
Загалом у дебютному для себе сезоні провів сім поєдинків, у двох з них виходив у стартовому складі. В березні 2016 року підписав контракт з командою строком на три роки.
2019 року Жоріс на правах оренди перейшов до «Ренна» з «Севільї». У минулому сезоні гравець провів 17 матчів у всіх турнірах за «Севілью».

## Виступи за збірні
2017 року дебютував у складі юнацької збірної Франції (U-20), загалом на юнацькому рівні взяв участь у 2 іграх.
2018 року провів три гри у складі молодіжної збірної Франції.

## Статистика виступів
Станом на 8 березня 2020

### Статистика клубних виступів
| Сезон             | Команда           | Чемпіонат         | Чемпіонат | Чемпіонат | Національний кубок | Національний кубок | Національний кубок | Континентальні кубки | Континентальні кубки | Континентальні кубки | Інші змагання | Інші змагання | Інші змагання | Усього | Усього |
| Сезон             | Команда           | Ліга              | Ігор      | Голів     | Ліга               | Ігор               | Голів              | Ліга                 | Ігор                 | Голів                | Ліга          | Ігор          | Голів         | Ігор   | Голів  |
| ----------------- | ----------------- | ----------------- | --------- | --------- | ------------------ | ------------------ | ------------------ | -------------------- | -------------------- | -------------------- | ------------- | ------------- | ------------- | ------ | ------ |
| 2015–16           | «Ренн»            | Л1                | 7         | 0         | КФ+КЛ              | 1+0                | 0                  | -                    | -                    | -                    | -             | -             | -             | 8      | 0      |
| 2016–17           | «Ренн»            | Л1                | 27        | 1         | КФ+КЛ              | 2+1                | 1+0                | -                    | -                    | -                    | -             | -             | -             | 30     | 2      |
| 2017–18           | «Ренн»            | Л1                | 36        | 2         | КФ+КЛ              | 1+4                | 0                  | -                    | -                    | -                    | -             | -             | -             | 41     | 2      |
| 2018–19           | «Севілья»         | ПД                | 7         | 0         | КІ                 | 3                  | 0                  | ЛЄ                   | 6                    | 0                    | -             | -             | -             | 16     | 0      |
| 2019–20           | «Ренн»            | Л1                | 19        | 0         | КФ+КЛ              | 5+1                | 0                  | ЛЄ                   | 6                    | 2                    | СФ            | 0             | 0             | 31     | 2      |
| Усього за «Ренн»  | Усього за «Ренн»  | Усього за «Ренн»  | 89        | 3         |                    | 15                 | 1                  |                      | 6                    | 2                    |               | 0             | 0             | 110    | 6      |
| Усього за кар'єру | Усього за кар'єру | Усього за кар'єру | 96        | 3         |                    | 18                 | 1                  |                      | 12                   | 2                    |               | 0             | 0             | 126    | 6      |

### Статистика виступів за збірну
| Дата      | Місто     | Господарі | Результат | Гості      | Турнір                             | Голи | Примітки |
| --------- | --------- | --------- | --------- | ---------- | ---------------------------------- | ---- | -------- |
| 25-5-2018 | Біль      | Швейцарія | 1 – 1     | Франція    | Товариський матч                   | -    | 68'      |
| 29-5-2018 | Безансон  | Франція   | 1 – 1     | Італія     | Товариський матч                   | -    |          |
| 11-9-2018 | Страсбург | Франція   | 2 – 0     | Люксембург | Кваліфікація молодіжного Євро-2019 | -    |          |
| Усього    |           | Матчів    | 3         |            | Голів                              | 0    |          |